# Șose TV
Șose TV a fost un program de televiziune difuzat pe Cartoon Network, începând cu 29 iunie până în 23 august 2009. Programul a avut un mare succes, mai ales în România, fanii Cartoon Network, începând să doboare audiențele, să posteze videouri cu șosetele lor pe YouTube și chiar să deseneze șosete. Programul ținea de la ora 9.00 până la ora 13.00. In anul 2011 Sose TV a fost difuzat din nou, dupa care a fost scos din nou.